# Pavecerniță

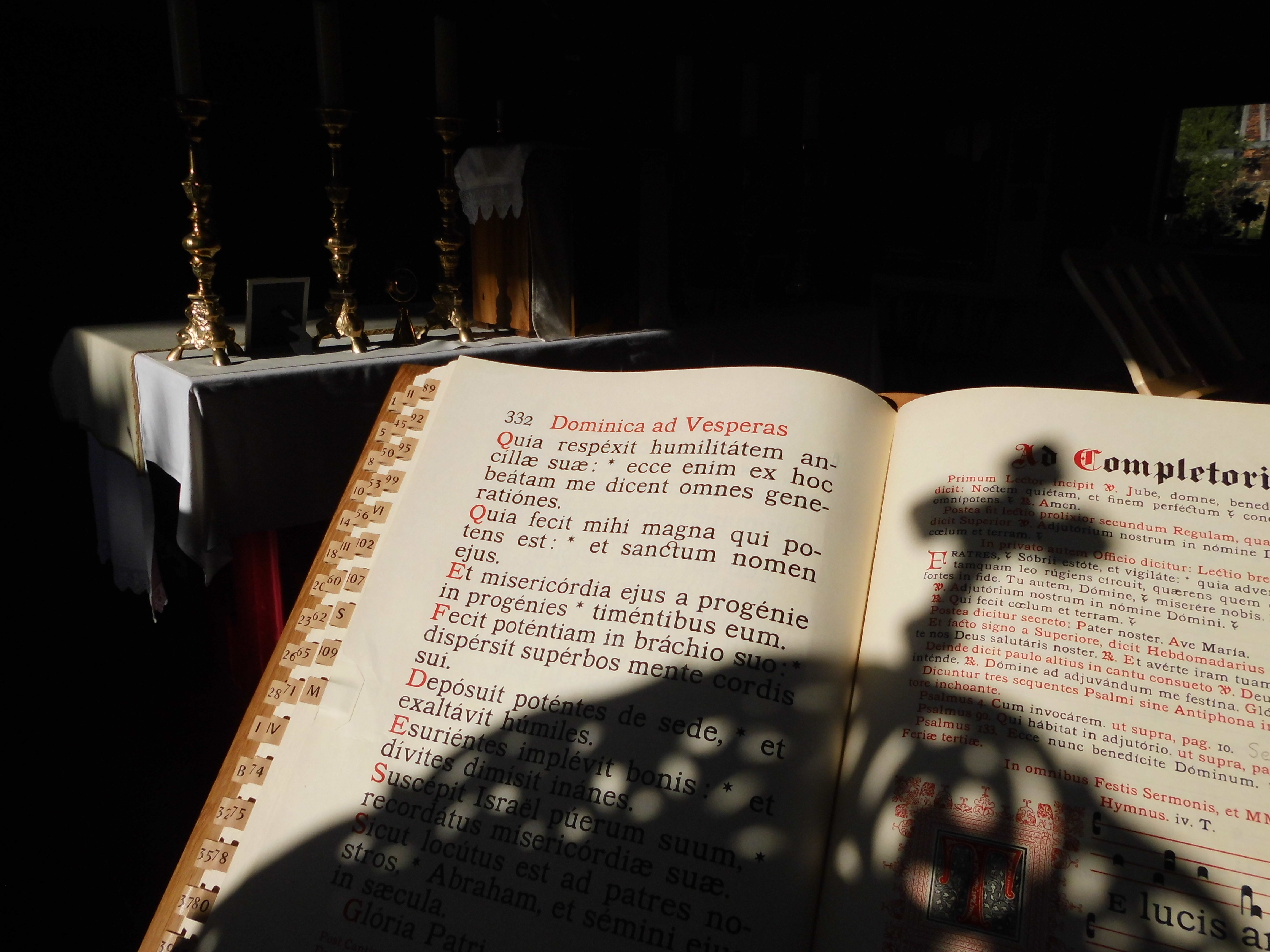
Carte religioasă.

Pavecernița (în greacă: Apodeipnon; în slavonă: Povocherniya; literal, rugăciunea de "după cină") este o slujbă de rugăciuni și psalmi, citiți după cină și care se slujește după Vecernie. 

## Dezvoltarea istorică
Această secțiune conține informații din Enciclopedia Catolică din 1917. Referințele la psalmi urmăresc sistemul de numerotare din Septuaginta. 
Originea Pavecerniței a dus la discuții îndelungate între liturgiști. În trecut, opinia generală (inclusiv a lui Bäumer și Batiffol) atribuia originea acestei slujbe  Sfântului Benedict, la începutul secolului al VI-lea. Dar Părintele Pargoire și, mai târziu, A. Vandepitte s-au opus acestei presupuneri și au căutat după o origine și mai veche a acestei forme de cult. 
Un text din Callinicus (dintre 447 și 450), care este primul argument al Părintelui Pargoire, ne spune că între vecernie și miezonoptică, în Răsărit se mai slujește o slujbă numită în acest text protipnia, pentru că se slujește înainte de primul somn, numită în zilele noastre în grecește apodeipnon, după numele mesei care urmează. De asemenea, în întrebarea a 37-a din Great Asketikon (Regulile Lungi) ale Sfântului Vasile cel Mare, se vorbește despre o slujbă intermediară între Vecernie și Miezonoptică. Astfel Părintele Pargoire pune sub semnul întrebării aserțiunea că Sfântul Benedict este inițiatorul Pavecerniței, el ducându-i originea, în timp, înapoi până la Sfântul Vasile. 
În articolul menționat anterior, Părintele Vandepitte confirmă aceste concluzii; cu toate acestea, el declară, în cei mai limpezi termeni, că nu în Cezareea anului 375 ci în retragerea sa din Pontus (358-362), a conceput Sfântul Vasile Pavecernița, care nu exista înaintea vremii sale, adică la puțin timp după mijlocul secolului al IV-lea. De asemenea, Dom Plaine așază originea Pavecerniței în secolul al IV-lea, pe baza unui pasaj din Eusebiu și a unuia din Sfântul Ambrozie și din Sfântul Ioan Casian. Aceste fragmente au fost analizate critic iar Părinții Pargoire și Vandepitte au dovedit că înainte de perioada Sfântului Vasile această formă de cult era necunoscută. 
În orice caz, chiar dacă aceste texte nu exprimă tot ceea ce Dom Plaine pretinde, cel puțin aduc mărturie despre obiceiul specific de a spune o rugăciune înainte de retragera pentru odihnă. Dacă nu era vorba despre Pavecerniță așa cum o știm astăzi, era cu siguranță o formă preliminară a acesteia. 
Aceeași scriitori resping opinia lui Ladeuze și a lui Dom Besse, care amândoi cred că Pavecernița face parte din Regula Sfântului Pahomie, ceea ce înseamnă că își are originea chiar mai înainte de secolul al IV-lea. 
Nu este necesar să intrăm în această polemică, dar este posibil să împăcăm aceste sentimente diferite prin aceea că deși este un fapt acceptat că Sfântul Vasile a instituit și fixat forma Pavecerniței pentru Răsărit, așa cum Sfântul Benedict a făcut pentru Apus, totuși a existat obiceiul de a recita o rugăciune înainte de culcare încă din vremea Sfântului Ciprian și a Sfântului Clement din Alexandria, în care obicei găsim cea mai îndepărtată origine a Pavecerniței.

## Practica ortodoxă contemporană
Pavecernița are două forme distincte: Pavecernița mică și Pavecernița mare. Cele două versiunei au lungimi destul de diferite. 
La Pavecerniță (mică sau mare), se citește un canon al Maicii Domnului în glasul săptămânii (aceste canoane se găsesc în Octoih). Slujbele sfinților din Minei care, dintr-un motiv sau altul, nu pot fi prăznuiți în ziua stabilită lor, pot fi slujite în cea mai apropiată zi diponibilă la Pavecerniță. În aceste cazuri, canonul sfântului respectiv va fi citit împreună cu canonul Maicii Domnului, urmat de stihira a sfântului de la Vecernie. De asemenea, există zile speciale (cum sunt unele anteprăznuiri, odovanii și zile din perioada Penticostarului) care au canoane ale lor pentru Pavecerniță.
Pavecernița se încheie întotdeauna cu o cerere reciprocă de iertare. În unele tradiții, îndeosebi printre ruși, Rugăciunile de seară (de ex Rugăciunile de dinainte de culcare) vor fi citite spre sfârșitul Pavecerniței. În zilele noastre la Muntele Athos dar și la alte mănăstiri, este în vigoare un obicei străvechi conform căruia, la sfârșitul Pavecerniței, toți cei prezenți se închină moaștelor și icoanele din biserică și primesc binecuvântarea preotului. 

### Pavecernița mică
Pavecernița mică se slujește în zilele de peste an (i.e., atunci când nu se slujește Pavecernița mare). În serile de sâmbătă și sărbători cu Veghe de toată noaptea, Pavecernița poate fi citită în particular sau omisă. Printre greci, care în mod normal nu slujesc Veghea de toată noaptea în serile de sâmbătă, Pavecernița poate fi slujită ca de obicei.
Slujba Pavecerniței mici este compusă din trei psalmi (50, 69, 142), Doxologia mică, Crezul de la Niceea, canonul urmat de Cuvine-se cu adevărat, Trisaghion, Troparul zilei, Doamne, miluiește (de 40 de ori), Rugăciunea ceasurilor, Rugăciunea de implorare a lui Pavel Călugărul și Rugăciunea către Iisus Hristos a lui Antiohie Călugărul. După care se cere iertare reciprocă și urmează binecuvântarea preotului. După aceea, urmează o litanie și închinarea la icoane și la moaște.

### Pavecernița Mare
Pavecernița mare este o slujbă de pocăință care se slujește în următoarele zile:
- Marți și miercuri noaptea în Săptămâna brânzei (săptămâna anterioară Postului Mare)
- De luni până joi, noaptea, în Postul Mare[3]
- Nopțile de vineri din Postul Mare [4]
- Luni și joi din Săptămâna Mare
- De luni până vineri în posturile mai mici: Postul Crăciunului, Postul Sfinților Apostoli și Postul Adormirii Maicii Domnului [5]
- În ajunul unor Praznice Împărătești, ca parte componentă din Veghea de toată noaptea: 
  - Crăciun
  - Epifania
  - Bunavestire

Spre deosebire de sora sa mai mică, Pavecernița mare are porțiuni care sunt cântate de cor  iar în timpul Postului Mare este spusă Rugăciunea Sfântului Efrem Sirul cu mătănii. În prima săptămână din Postul Mare se slujește Canonul cel Mare al Sfântului Andrei Criteanul, împărțit în patru părți, de luni până joi câte una.
În Ceaslovul grecesc se găsește o formă modificată a Miezonopticii pentru Rugăciunea de dimineață a laicilor, în timp ce o formă modificată a Pavecerniței mici este folosită ca Rugăciune de seară. 
Pavecernița Mare este compusă din trei părți, fiecare începând cu chemarea la rugăciune: "Veniți să ne-nchinăm...": 
Prima parte'
Este compusă din psalmii  4, 6, și 12; Slavă..., etc.; psalmii 24, 30, 90; apoi urmează imnul "Domnul este cu noi" și tropar, Crezul, imnul "Preasfântă Născătoare de Dumnezeu", Trisaghionul și troparul zilei, Doamne miluiește (de 40 de ori), "Mai slăvită decât heruvimii..." și Rugăciunea Sfântului Vasile cel Mare.
Partea a doua'
Este compusă din paslmii 50 și 101, Rugăciunea lui Manase; Trisaghion și Troparul de Pocăință, Doamne miluiește (de patruzeci de ori), "Mai slăvită decât heruvimii..." și Rugăciunea Sfântului Mardarie.
Partea a treia'
Este compusă din psalmii 69 și 142, Doxologia Mică; apoi canonul care este urmat de Cuvine-se cu adevărat, Trisaghion, imnul "Doamne al Puterilor, fii cu noi...", Doamne miluiește (de 40 de ori), Rugăciunea orelor, "Mai slăvită decât heruvimii....", Rugăciunea Sfântului Efrem, Trisaghion, Rugăciunea de implorare a lui Pavel Călugărul și Rugăciunea către Iisus Hristos a lui Antiohie Călugărul. Apoi urmează iertarea reciprocă. În loc de binecuvântarea obișnuită a preotului, toți fac mătănii în timp ce preotul citește o rugăciune specială de mijlocire. După aceea se slujește Litia și toți se închină la icoane și la moaște.